# CONCACAF Gold Cup 2023/Gruppe D
| Pl. | Land       | Sp. | S | U | N | Tore    | Diff. | Punkte |
| --- | ---------- | --- | - | - | - | ------- | ----- | ------ |
| 1.  | Guatemala  | 3   | 2 | 1 | 0 | 004:200 | +2    | 07     |
| 2.  | Kanada     | 3   | 1 | 2 | 0 | 006:400 | +2    | 05     |
| 3.  | Guadeloupe | 3   | 1 | 1 | 1 | 008:600 | +2    | 04     |
| 4.  | Kuba       | 3   | 0 | 0 | 3 | 003:900 | −6    | 0      |

Die Gruppe D des CONCACAF Gold Cups 2023 war eine der vier Gruppen des Turniers. Die ersten beiden Spiele wurden am 27. Juni 2023 ausgetragen, der letzte Spieltag fand am 4. Juli 2023 statt. Die Gruppe bestand aus den Nationalmannschaften aus Kanada, Guatemala, Kuba und Guadeloupe.

## Kanada – Guadeloupe 2:2 (0:1)
| Kanada                                                                        | Kanada | Guadeloupe | Guadeloupe |
| ----------------------------------------------------------------------------- | --- | --- | ---------- |
| Kanada                                                                        | \| 1. Spieltag \| \| 27. Juni 2023 um 19:00 Uhr (28. Juni um 1:00 Uhr MESZ) in Toronto (BMO Field) \| \| Zuschauer: 15.301 \| \| Schiedsrichter: Rubiel Vazquez ( Vereinigte Staaten) \| \| Spielbericht \| | \| 1. Spieltag \| \| 27. Juni 2023 um 19:00 Uhr (28. Juni um 1:00 Uhr MESZ) in Toronto (BMO Field) \| \| Zuschauer: 15.301 \| \| Schiedsrichter: Rubiel Vazquez ( Vereinigte Staaten) \| \| Spielbericht \|                                                                                                 | Guadeloupe |
| Kanada                                                                        | Milan Borjan – Zac McGraw, Steven Vitória, Kamal Miller – Richie Laryea (90. Dominick Zator), Ali Ahmed, Moïse Bombito (64. Liam Fraser), Jonathan Osorio, Liam Millar (65. Jacob Shaffelburg) – Lucas Cavallini (81. Jacen Russell-Rowe), Junior Hoilett (65. Charles-Andreas Brym) Cheftrainer: John Herdman ( England) | Davy Rouyard – Mickaël Alphonse , Meddy Lina, Cédric Avinel, Anthony Baron – Johan Rotsen, Andreaw Gravillon (84. Quentin Annette), Jordan Tell (70. Nathanaël Saintini), Jordan Leborgne (69. Ange-Freddy Plumain), Matthias Phaeton (84. Luther Archimède) – Thierry Ambrose Cheftrainer: Jocelyn Angloma | Guadeloupe |
| Kanada                                                                        | 1:1 Cavallini (49.) 2:1 Lina (70., Eigentor) | 0:1 Ambrose (23.) 2:2 Russell-Rowe (90.+3', Eigentor) | Guadeloupe |
| Kanada                                                                        | Cavallini (44.), Vitória (90.+3') | Phaeton (62.), Gravillon (65.) | Guadeloupe |
| Kanada                                                                        | Spieler des Spiels: Thierry Ambrose (Guadeloupe) | | Guadeloupe |
| 1. Spieltag                                                                   | | |            |
| 27. Juni 2023 um 19:00 Uhr (28. Juni um 1:00 Uhr MESZ) in Toronto (BMO Field) | | |            |
| Zuschauer: 15.301                                                             | | |            |
| Schiedsrichter: Rubiel Vazquez ( Vereinigte Staaten)                          | | |            |
| Spielbericht                                                                  | | |            |

## Guatemala – Kuba 1:0 (0:0)
| Guatemala                                                                                       | Guatemala | Kuba | Kuba |
| ----------------------------------------------------------------------------------------------- | --- | --- | ---- |
| Guatemala                                                                                       | \| 1. Spieltag \| \| 27. Juni 2023 um 20:45 Uhr (28. Juni um 2:45 Uhr MESZ) in Fort Lauderdale (Inter Miami Stadium) \| \| Zuschauer: 12.900 \| \| Schiedsrichter: Oshane Nation ( Jamaika) \| \| Spielbericht \| | \| 1. Spieltag \| \| 27. Juni 2023 um 20:45 Uhr (28. Juni um 2:45 Uhr MESZ) in Fort Lauderdale (Inter Miami Stadium) \| \| Zuschauer: 12.900 \| \| Schiedsrichter: Oshane Nation ( Jamaika) \| \| Spielbericht \|                                                                                               | Kuba |
| Guatemala                                                                                       | Nicholas Hagen – Aaron Herrera, José Carlos Pinto , Nicolás Samayoa, José Ardón – Óscar Castellanos (77. Marlon Sequen), Rodrigo Saravia, Nathaniel Mendez-Laing (71. César Archila), Alejandro Galindo (77. Pedro Altán), Carlos Mejía (71. Esteban García) – Rubio Rubin (11. Darwin Lom) Cheftrainer: Luis Fernando Tena ( Mexiko) | Raiko Arozarena – Dariel Morejón (79. Eduardo Hernández), Modesto Méndez, Yosel Piedra, Jorge Corrales – Yunior Pérez, Neisser Sandó (57. Cavafe), Luis Paradela, Arichel Hernández (78. Daniel Díaz), Willian Pozo-Venta (57. Yasniel Matos) – Aldair Ruiz (68. Maikel Reyes) Cheftrainer: Pablo Elier Sánchez | Kuba |
| Guatemala                                                                                       | 1:0 Lom (48.) | | Kuba |
| Guatemala                                                                                       | Samayoa (44.), Ardón (75.), Saravia (78.) | Paradela (31.), Pérez (56.), A. Hernández (64.), Piedra (85.), Cavafe (90.+4') | Kuba |
| Guatemala                                                                                       | Arozarena hält Foulelfmeter von Lom (45.+6') | | Kuba |
| Guatemala                                                                                       | Spieler des Spiels: Darwin Lom (Guatemala) | | Kuba |
| 1. Spieltag                                                                                     | | |      |
| 27. Juni 2023 um 20:45 Uhr (28. Juni um 2:45 Uhr MESZ) in Fort Lauderdale (Inter Miami Stadium) | | |      |
| Zuschauer: 12.900                                                                               | | |      |
| Schiedsrichter: Oshane Nation ( Jamaika)                                                        | | |      |
| Spielbericht                                                                                    | | |      |

## Kuba – Guadeloupe 1:4 (0:3)
| Kuba                                                                                   | Kuba | Guadeloupe | Guadeloupe |
| -------------------------------------------------------------------------------------- | --- | --- | ---------- |
| Kuba                                                                                   | \| 2. Spieltag \| \| 1. Juli 2023 um 18:30 Uhr (2. Juli um 1:30 Uhr MESZ) in Houston (Shell Energy Stadium) \| \| Zuschauer: 19.766 \| \| Schiedsrichter: Iván Barton ( El Salvador) \| \| Spielbericht \|                                                                                  | \| 2. Spieltag \| \| 1. Juli 2023 um 18:30 Uhr (2. Juli um 1:30 Uhr MESZ) in Houston (Shell Energy Stadium) \| \| Zuschauer: 19.766 \| \| Schiedsrichter: Iván Barton ( El Salvador) \| \| Spielbericht \| | Guadeloupe |
| Kuba                                                                                   | Raiko Arozarena – Yunior Pérez, Modesto Méndez, Cavafe, Jorge Corrales – Yosel Piedra, Yasniel Matos (46. Daniel Díaz), Willian Pozo-Venta (46. Eduardo Hernández), Arichel Hernández (72. Dariel Morejón) – Luis Paradela, Maikel Reyes (67. Aldair Ruiz) Cheftrainer: Pablo Elier Sánchez | Davy Rouyard – Mickaël Alphonse , Meddy Lina, Cédric Avinel (58. Nathanaël Saintini), Anthony Baron – Steve Solvet, Andreaw Gravillon (58. Johan Rotsen), Jordan Tell (27. Ange-Freddy Plumain), Jordan Leborgne, Matthias Phaeton (70. Steven Davidas) – Thierry Ambrose (70. Luther Archimède) Cheftrainer: Jocelyn Angloma | Guadeloupe |
| Kuba                                                                                   | 1:4 A. Hernández (62., Foulelfmeter) | 0:1 Phaeton (13.) 0:2 Plumain (41.) 0:3 Phaeton (43.) 0:4 Baron (50.) | Guadeloupe |
| Kuba                                                                                   | Cavafe (62.), E. Hernández (90.) | Lina (62.), Alphonse (86.) | Guadeloupe |
| Kuba                                                                                   | Ruiz (88.) | | Guadeloupe |
| Kuba                                                                                   | Spieler des Spiels: Anthony Baron (Guadeloupe) | | Guadeloupe |
| 2. Spieltag                                                                            | | |            |
| 1. Juli 2023 um 18:30 Uhr (2. Juli um 1:30 Uhr MESZ) in Houston (Shell Energy Stadium) | | |            |
| Zuschauer: 19.766                                                                      | | |            |
| Schiedsrichter: Iván Barton ( El Salvador)                                             | | |            |
| Spielbericht                                                                           | | |            |

## Guatemala – Kanada 0:0
| Guatemala                                                                              | Guatemala | Kanada | Kanada |
| -------------------------------------------------------------------------------------- | --- | --- | ------ |
| Guatemala                                                                              | \| 2. Spieltag \| \| 1. Juli 2023 um 20:30 Uhr (2. Juli um 3:30 Uhr MESZ) in Houston (Shell Energy Stadium) \| \| Zuschauer: 19.766 \| \| Schiedsrichter: Marco Ortíz ( Mexiko) \| \| Spielbericht \| | \| 2. Spieltag \| \| 1. Juli 2023 um 20:30 Uhr (2. Juli um 3:30 Uhr MESZ) in Houston (Shell Energy Stadium) \| \| Zuschauer: 19.766 \| \| Schiedsrichter: Marco Ortíz ( Mexiko) \| \| Spielbericht \| | Kanada |
| Guatemala                                                                              | Nicholas Hagen – Aaron Herrera, José Carlos Pinto , Nicolás Samayoa, José Ardón – Óscar Castellanos (81. Marlon Sequen), Rodrigo Saravia (81. Jorge Aparicio), Nathaniel Mendez-Laing (66. Esteban García), Alejandro Galindo (77. Pedro Altán), Carlos Mejía (66. Antonio López) – Darwin Lom Cheftrainer: Luis Fernando Tena ( Mexiko) | Milan Borjan – Moïse Bombito, Steven Vitória (80. Zachary Brault-Guillard), Kamal Miller – Richie Laryea, Ali Ahmed (66. Charles-Andreas Brym), Liam Fraser (46. Zac McGraw), Jonathan Osorio, Liam Millar (65. David Wotherspoon) – Lucas Cavallini, Junior Hoilett (65. Jacob Shaffelburg) Cheftrainer: John Herdman ( England) | Kanada |
| Guatemala                                                                              | Mejía (16.) | Fraser (8.), Miller (10.), McGraw (60.), Bombito (67.), Shaffelburg (90.+6') | Kanada |
| Guatemala                                                                              | Spieler des Spiels: Aaron Herrera (Guatemala) | | Kanada |
| 2. Spieltag                                                                            | | |        |
| 1. Juli 2023 um 20:30 Uhr (2. Juli um 3:30 Uhr MESZ) in Houston (Shell Energy Stadium) | | |        |
| Zuschauer: 19.766                                                                      | | |        |
| Schiedsrichter: Marco Ortíz ( Mexiko)                                                  | | |        |
| Spielbericht                                                                           | | |        |

## Kanada – Kuba 4:2 (2:1)
| Kanada                                                                                 | Kanada | Kuba | Kuba |
| -------------------------------------------------------------------------------------- | --- | --- | ---- |
| Kanada                                                                                 | \| 3. Spieltag \| \| 4. Juli 2023 um 17:30 Uhr (5. Juli um 0:30 Uhr MESZ) in Houston (Shell Energy Stadium) \| \| Zuschauer: 20.002 \| \| Schiedsrichter: Keylor Herrera ( Costa Rica) \| \| Spielbericht \| | \| 3. Spieltag \| \| 4. Juli 2023 um 17:30 Uhr (5. Juli um 0:30 Uhr MESZ) in Houston (Shell Energy Stadium) \| \| Zuschauer: 20.002 \| \| Schiedsrichter: Keylor Herrera ( Costa Rica) \| \| Spielbericht \|                                                                                        | Kuba |
| Kanada                                                                                 | Dayne St. Clair – Richie Laryea, Zac McGraw (83. Dominick Zator), Kamal Miller, Ali Ahmed (69. Jacen Russell-Rowe) – Jonathan Osorio, Moïse Bombito (33. Jayden Nelson), Liam Fraser, Junior Hoilett (69. Victor Loturi) – Lucas Cavallini (69. Scott Kennedy), Liam Millar Cheftrainer: John Herdman ( England) | Sandy Sánchez (61. Nelson Johnston) – Dariel Morejón, Modesto Méndez (69. Romario Torrez), Yosel Piedra, Jorge Corrales (46. Mario Peñalver) – Yasniel Matos, Yunior Pérez, Eduardo Hernández, Willian Pozo-Venta (73. Daniel Díaz) – Maikel Reyes , Luis Paradela Cheftrainer: Pablo Elier Sánchez | Kuba |
| Kanada                                                                                 | 1:0 Hoilett (21., Handelfmeter) 2:0 Osorio (26.) 3:1 Nelson (47.) 4:1 Millar (61.) | 2:1 Paradela (45.+4', Foulelfmeter) 4:2 Reyes (89., Handelfmeter) | Kuba |
| Kanada                                                                                 | Zator (88.) | Corrales (36.), Peñalver (77.) | Kuba |
| Kanada                                                                                 | Spieler des Spiels: Jonathan Osorio (Kanada) | | Kuba |
| 3. Spieltag                                                                            | | |      |
| 4. Juli 2023 um 17:30 Uhr (5. Juli um 0:30 Uhr MESZ) in Houston (Shell Energy Stadium) | | |      |
| Zuschauer: 20.002                                                                      | | |      |
| Schiedsrichter: Keylor Herrera ( Costa Rica)                                           | | |      |
| Spielbericht                                                                           | | |      |

## Guadeloupe – Guatemala 2:3 (1:1)
| Guadeloupe                                                                        | Guadeloupe | Guatemala | Guatemala |
| --------------------------------------------------------------------------------- | --- | --- | --------- |
| Guadeloupe                                                                        | \| 3. Spieltag \| \| 4. Juli 2023 um 18:30 Uhr (5. Juli um 0:30 Uhr MESZ) in Harrison (Red Bull Arena) \| \| Zuschauer: 21.531 \| \| Schiedsrichter: Juan Gabriel Calderón ( Costa Rica) \| \| Spielbericht \|                                                                                                 | \| 3. Spieltag \| \| 4. Juli 2023 um 18:30 Uhr (5. Juli um 0:30 Uhr MESZ) in Harrison (Red Bull Arena) \| \| Zuschauer: 21.531 \| \| Schiedsrichter: Juan Gabriel Calderón ( Costa Rica) \| \| Spielbericht \| | Guatemala |
| Guadeloupe                                                                        | Davy Rouyard – Mickaël Alphonse , Meddy Lina (89. Steven Davidas), Cédric Avinel, Anthony Baron – Steve Solvet, Andreaw Gravillon, Ange-Freddy Plumain (75. Quentin Annette), Jordan Leborgne (72. Nathanaël Saintini), Matthias Phaeton – Thierry Ambrose (89. Luther Archimède) Cheftrainer: Jocelyn Angloma | Nicholas Hagen – Aaron Herrera, José Carlos Pinto , Nicolás Samayoa, José Ardón – Óscar Castellanos (46. Jorge Aparicio), Rodrigo Saravia (46. Marlon Sequen), Nathaniel Mendez-Laing, Alejandro Galindo (68. Pedro Altán), Esteban García (68. Carlos Mejía) – Rubio Rubin (79. Darwin Lom) Cheftrainer: Luis Fernando Tena ( Mexiko) | Guatemala |
| Guadeloupe                                                                        | 1:0 Gravillon (27.) 2:1 Plumain (63., Handelfmeter) | 1:1 Rubin (39.) 2:2 Rubin (70.) 2:3 Mejía (75.) | Guatemala |
| Guadeloupe                                                                        | Plumain (38.), Rouyard (41.), Solvet (54.) | Saravia (36.), Pinto (79.), Mendez-Laing (90.+5') | Guatemala |
| Guadeloupe                                                                        | Solvet (90.+7') | | Guatemala |
| Guadeloupe                                                                        | Hagen hält Handelfmeter von Phaeton (88.) | | Guatemala |
| Guadeloupe                                                                        | Spieler des Spiels: Rubio Rubin (Guatemala) | | Guatemala |
| 3. Spieltag                                                                       | | |           |
| 4. Juli 2023 um 18:30 Uhr (5. Juli um 0:30 Uhr MESZ) in Harrison (Red Bull Arena) | | |           |
| Zuschauer: 21.531                                                                 | | |           |
| Schiedsrichter: Juan Gabriel Calderón ( Costa Rica)                               | | |           |
| Spielbericht                                                                      | | |           |